# Agnes Imhof
Agnes Imhof, geboren 1973 in München, ist eine deutsche Islamwissenschaftlerin, Religionswissenschaftlerin, Philosophin und Arabistin. Sie arbeitet als Universitätsdozentin und Schriftstellerin.

## Studium und wissenschaftliche Karriere
Imhof studierte von 1992 bis 1998 Arabistik, Islamwissenschaft, Philosophie und vergleichenden Religionswissenschaft an der Otto-Friedrich-Universität Bamberg (1992–1994), der School of Oriental and African Studies in London (1994/1995) und von 1995 bis 1998 an der Eberhard-Karls-Universität in Tübingen. Von 1998 bis 2003 promovierte sie mit einer Dissertation zum Thema „Religiöser Wandel und die Genese des Islam“; Abschluss Summa cum laude.
Von 2004 bis 2007 arbeitete sie als Dozentin an der Otto-Friedrich-Universität Bamberg, von 2013 bis 2016 arbeitete sie als Wissenschaftliche Mitarbeiterin an der Georg-August-Universität Göttingen. Seit 2016 arbeitet sie als Wissenschaftliche Mitarbeiterin an der Friedrich-Alexander-Universität Erlangen-Nürnberg.
Imhof spricht unter anderem Arabisch, Persisch und Italienisch.

## Arbeit als Schriftstellerin
2006 erschien ihr erster Roman Das Buch des Smaragds im Piper-Verlag; die Handlung spielt im mittelalterlichen muslimischen Spanien. Ihr zweiter Roman Die Königin der Seidenstraße thematisierte das Leben der Sängersklavin (Qaina) Arib al-Mamuniyya (ca. 790-880) während der Herrschaft des Kalifen Hārūn ar-Raschīd in der Zeit des Abbasidischen Kalifats. Beide Romane wurden in weitere Sprachen übersetzt, darunter ins Spanische.
Seither veröffentlichte Imhof weitere Romane und ab 2018 auch Sachbücher. Ebenso sind mehrere Werke von ihr unter einem unbekannten Pseudonym entstanden.

## Privatleben
Imhof ist verheiratet, Mutter eines Kindes und lebt mit ihrer Familie in der Nähe von München.
Imhof hat eine Ausbildung in klassischem Gesang und war von 1993 bis 2003 Mitglied im Chor der Bamberger Symphoniker. Von 1998 bis 2003 war sie zudem Mitglied des Süddeutschen Vokalensemble und ist seit 2016 Mitglied der Augsburger Vokal Solisten. Imhof ist zudem passionierte Schwertkämpferin.

### Belletristik
- Das Buch des Smaragds. Piper-Verlag, München 2006, ISBN 3-492-04798-X; Litauische Ausgabe: Smaragdo knyga. Alma Littera Verlag, Vilnius 2011, ISBN 978-9955-38-915-6; Spanische Ausgabe: El libro prohibido de Córdoba. Capital Federal, Barcelona 2008, ISBN 978-84-350-6160-5.

- Die Königin der Seidenstraße. Piper-Verlag, München 2008, ISBN 978-3-492-05117-0. Kroatische Ausgabe: Kraljica puta svile. Verlag Nakl Ljevak, Zagreb 2012, ISBN 978-953-303-500-0; Spanische Ausgabe: La reina de la Ruta de la Seda. Edhasa Verlag, Barcelona 2010, ISBN 978-84-350-6210-7; Tschechische Ausgabe: Královna hedvábné stezky. NS Svoboda Verlag, Prag 2010, ISBN 978-80-205-0616-0.

- Die geniale Rebellin : Ada Lovelace – Sie stürzte sich ins Leben und revolutionierte die Mathematik. Piper-Verlag, München 2022, ISBN 978-3-492-60112-2.
- Die Pionierin im ewigen Eis : Josephine Peary – fernab der Zivilisation fand sie in der Polarnacht ihr größtes Glück. Piper-Verlag, München 2023, ISBN 978-3-492-06270-1.
- Weihnachtsduft und Erfindergeist. 24 Geschichten über berühmte Frauen. (Sammelbandbeiträge), Piper-Verlag, München 2023, ISBN 978-3-492-50698-4.

### Sachbücher
- Dummerweise hochbegabt. Beltz-Verlag, Weinheim 2018, ISBN 978-3-407-86538-0.
- Gebrauchsanweisung für Malta – mit Gozo und Comino. Piper-Verlag, München 2018.
- Sei anders, sei du! – Mutmach-Gedanken schreibender Frauen. Dudenverlag, Berlin 2019, ISBN 978-3-411-72372-0.
- Feminismus. Die älteste Menschenrechtsbewegung der Welt. Von den Anfängen bis heute. DuMont, Köln 2024, ISBN 978-3-8321-6827-8.

### Wissenschaftliche Publikationen
- Religiöser Wandel und die Genese des Islam : das Menschenbild altarabischer Panegyriker im 7. Jahrhundert (Dissertation), Ergon Verlag, Würzburg 2004, ISBN 3-89913-346-3.